# Direction d'infrastructure de la Défense de Nouméa
La direction d'infrastructure de la Défense (DID) de Nouméa est une des directions déconcentrées du service d'infrastructure de la Défense, implantée au sein de la caserne Gally-Passebosc, qui est chargée de l'aménagement et de l'entretien des infrastructures militaires, de la maintenance immobilière, de la maîtrise de l’énergie non stockée ainsi que de la gestion administrative et technique du patrimoine au profit des forces armées en Nouvelle-Calédonie.
Son champ d'intervention couvre des implantations de l'Armée de terre (RIMaP-NC, RSMA-NC), de l'Armée de l'air et de l'espace, de la Marine nationale et de la Gendarmerie nationale.

## Historique
La DID de Nouméa a une histoire qui remonte à 1948, avec la création du service du matériel et des bâtiments (SMB). Ce service était initialement implanté au quartier de l'Artillerie, avec des cadres issus des troupes coloniales. En 1977, le SMB est devenu direction du matériel et des bâtiments (DMB), puis en 1992, la DMB et le service des travaux immobiliers et maritimes (STIM) de la Marine ont fusionné pour créer la direction mixte des travaux de Nouvelle-Calédonie (DMT-NC).
En 2002, la DMT-NC a déménagé dans le bâtiment historique de la caserne Gally-Passebosc. Deux ans plus tard, en 2004, la DMT-NC a été renommée direction des travaux de Nouméa jusqu’au 25 septembre 2008 où elle donne naissance à la « direction d’infrastructure de la défense de Nouméa ». 
Aujourd'hui, la DID est responsable de la gestion des travaux immobiliers, de l'entretien et de la maintenance des installations militaires en Nouvelle-Calédonie. Elle assure également la sécurité et la qualité de l'environnement de travail pour les militaires et les civils travaillant dans les installations militaires de Nouméa. La DID est une organisation clé de la Défense en Nouvelle-Calédonie, qui continue de jouer un rôle important dans la sécurité et la défense de la région,.
C'est la cas notamment à la base navale de la pointe Chaleix de Nouméa, où la DID participe à la construction d'un nouveau quai pour accueillir deux nouveaux patrouilleurs outre-mer,.

## Missions et organisation

### Missions
Cet organisme interarmées, commandé par un officier supérieur du SID, est placé sous l'autorité fonctionnelle du commandant supérieur des forces armées en Nouvelle-Calédonie. La DID de Nouméa met en œuvre, au profit des forces armées, les missions du SID sur la Grande Terre, les Îles Loyauté et l’Île des Pins, ainsi que sur le territoire de la collectivité de Wallis-et-Futuna. Elle assure l’ensemble des missions de soutien spécialisé dans le domaine infrastructure :
- l’assistance au commandement
- la réalisation d'opérations d'infrastructure (conduite d'opération, maîtrise d'œuvre)
- la réalisation du maintien en condition
- la gestion des fluides (eau, énergie)
- l’assistance pour la gestion du domaine immobilier

La Nouvelle-Calédonie présente une forte élongation (400 km de long pour 60 de large) qui complique les interventions et la surveillance sur les chantiers éloignés.

### Organisation
La DID de Nouméa, forte de ses 65 personnels civils et militaires, est organisée en trois divisions :
- division achats infrastructure aide à l'activité (DIV AI2A) ;
- division gestion du patrimoine (DIV GP) ;
- division projets (DIV PRO).